# ستيوارت ووكر (لاعب كريكت)
ستيوارت ووكر (بالإنجليزية: Stuart Walker)‏ هو لاعب كريكت من زيمبابوي، من مواليد 25 نوفمبر 1976م